# Колмаков, Максим Евгеньевич
Максим Евгеньевич Колмаков (род. 5 января 2003, Тихорецк, Краснодарский край) — российский футболист, полузащитник.

## Карьера

### «Сочи»

#### Начало карьеры
Начинал заниматься футболом на юношеском уровне в тихорецком центре подготовки спортсменов «Труд». В 2015 году перешёл в структуру краснодарского клуба «Кубань», где продолжал выступать на юношеском уровне. С июля 2018 года выступал за краснодарский клуб «Екатеринодар». В январе 2019 года на правах свободного агента присоединился к краснодарскому клубу «Кубань Холдинг», вместе с которым выступал на любительском уровне в чемпионате Краснодарского края. В июле 2019 года присоединился к клубу «Сочи», где присоединился ко второй команде. В апреле 2021 года стал подтягиваться к матчам с основной командой командной клуба. В июле 2021 года вместе с клубом отправился на квалификационные матчи Лиги конференций УЕФА. Дебютировал за клуб 29 июля 2021 года в матче против азербайджанского клуба «Шамахы», выйдя на замену на 80 минуте. Футболист на протяжении сезона регулярно продолжал попадать в заявку на матчи основной команды, однако продолжал выступать во второй команде.

#### Аренда в «Динамо-Брест»
В январе 2022 года на правах арендного соглашения присоединился к белорусскому клубу «Динамо-Брест», соглашение с которым было заключено до конца сезона. Дебютировал за клуб 6 марта 2022 года в четвертьфинальном матче Кубка Беларуси против «Витебска», выйдя на поле в стартовом составе. В ответной встрече 12 марта 2022 года отличился результативной передачей в ворота «Витебска», одержав победу, однако по сумме матчей витебский клуб оказался сильнее и вышел в следующий этап турнира. Дебютный матч в чемпионате сыграл 19 марта 2022 года в матче против солигорского «Шахтёра», выйдя на поле в стартовом составе, также отличившись своим дебютным забитым голом, реализовав пенальти. В мае 2022 года потерял место в стартовом составе клуба, вскоре официально покинув брестское «Динамо», расторгнув арендное соглашение по соглашению сторон. На протяжении первой половины сезона успел отличиться за клуб забитым голом и 2 результативными передачами вов сех турнирах.

#### Аренда в «Чайку»
В июле 2022 года на правах арендного соглашения присоединился к песчанокопской «Чайке», соглашение с которой было рассчитано до конца сезона. Дебютировал за клуб 30 июля 2022 года в матче против клуба «Алания-2», выйдя на замену на 66 минуте, также отличившись своей дебютной голевой передачей. Дебютным забитым голом за клуб отличился 7 августа 2022 года в матче против майкопской «Дружбы». Своим первым в сезоне забитым дублем за клуб отличился 27 августа 2022 года в матче против ставропольского «Динамо». Своим очередным забитым дублем за клуб отличился 3 ноября 2022 года в матче против махачкалинского «Легиона». По итогу сезона вместе с клубом завершил чемпионат на итоговом втором месте в своей группе, выйдя в Дивизион «А». На протяжении сезона выступал за клуб в роли одного из ключевых игроков, отличившись 10 забитыми голами и 3 голевыми передачами, став лучшим бомбардиром клуба. В июне 2023 года покинул клуб по окончании срока арендного соглашения.

#### Аренда в «Форте»
В июне 2023 года на правах арендного соглашения присоединился к нижнекамскому «Нефтехимику». Однако провёл за клуб пару матчей, в которых на поле так и не вышел. В августе 2023 года сменил клубную прописку, на правах арендного соглашения присоединившись в к таганрогскому клубу «Форте». Дебютировал за клуб 27 августа 2023 года в матче против ивановского «Текстильщика», выйдя на замену на 70 минуте. Дебютным забитым голом за клуб отличился 17 сентября 2023 года в матче против белгородского клуба «Салют». По итогу сезона вместе с клубом завершил чемпионат на итоговом седьмом месте, выбыв в дивизион «Б», где вместе с клубом и продолжил выступать. Своим первым забитым дублем за клуб отличился 27 июля 2024 года в матче против владикавказской «Алании-2». Вместе с клубом стал победителем чемпионата в своей группе, вернувшись в Дивизион «А». На протяжении сезона выступал за клуб в роли одного из ключевых игроков, отличившись 6 забитыми голами и 6 результативными передачами.

### «Форте»
В начале 2025 года покинул «Сочи» и на полноценной основе присоединился к таганрогскому клубу «Форте». Первый матч в новом сезоне сыграл 1 марта 2025 года против владимирского «Мурома», выйдя на замену на 72 минуте. Первым в сезоне забитым голом за клуб отличился 3 мая 2025 года в матче против владивостокского «Динамо». По итогу сезона вместе с клубом завершил второй этап чемпионата на итоговом десятом месте в своей группе, отправившись в стыковые матчи за сохранение прописки. Однако в июне 2025 года клуб был расформирован, а футболист получил статус свободного агента. На протяжении сезона выступал за таганрогский клуб в роли одного из основных игроков, преимущественно выходя на замену, отличившись 2 забитыми голами.

## Достижения
«Форте»
- Победитель Второй лиги (дивизион «Б»): 2024